# Dichanthelium implicatum
Panic à touffe dense
Espèce
Dichanthelium implicatum, en français Panic à touffe dense, est une espèce de plantes de la famille des Poaceae et du genre Dichanthelium, originaire d'Amérique du Nord.

## Répartition
L'espèce a pour aire de répartition l'Amérique du Nord,.

## Synonymes

### Noms homotypiques
- Panicum implicatum Scribn., 1898 (basionyme)
- Panicum unciphyllum var. implicatum (Scribn.) Scribn. & Merr., 1901
- Panicum lindheimeri var. implicatum (Scribn.) Fernald, 1921
- Panicum lanuginosum var. implicatum (Scribn.) Fernald, 1934
- Dichanthelium acuminatum var. implicatum (Scribn.) Gould & C.A.Clark, 1979
- Panicum acuminatum var. implicatum (Scribn.) Beetle, 1981
- Dichanthelium acuminatum subsp. implicatum (Scribn.) Freckmann & Lelong, 2002[4]

### Synonymes hétérotypiques
- Panicum occidentale Scribn., 1899
- Panicum pacificum Hitchc. & Chase, 1910[4]